# Cartes du ciel
Cartes du Ciel és un programa planetarium lliure per Linux i Microsoft Windows. Aquest programa permet consultar la posició d'objectes com a estels, asteroides, galàxies i descàrrega d'imatges de la web SKYVIEW. Per a això permet la descàrrega dels elements orbitals del MPC, i consultes en la base de dades de SIMBAD. També permet la descàrregues de catàlegs d'estels com l'USNO.
Permet el control de telescopis usant ASCOM.
Aquest programa és considerat un dels millors programes gratuïts d'astronomia, així està valorat al prestigiós portal de programari astronòmic Astrotips.com com el programa més popular i millor valorat